# Alberto Colombo
Alberto Colombo, född 23 februari 1946 i Varedo i Lombardiet, död 7 januari 2024, var en italiensk racerförare.

## Racingkarriär
Colombo försökte kvala in till tre formel 1-lopp säsongen 1978 men misslyckades i samtliga. 

## F1-karriär
| Säsong | Stall/Tillverkare | Poäng | Placering |
| ------ | ----------------- | ----- | --------- |
| 1978   | ATS Merzario      | 0     | –         |